# Gustaf Fredrik Åkerhielm
Gustaf Fredrik Åkerhielm (10. februar 1776—23. september 1853) var en svensk embedsmand. Han var far til Gustaf Åkerhielm.
Åkerhielm begyndte som officer ved Livgarden til Hest og deltog i den finske krig 1808. I 1811 afgik han med obersts titel. 1818—1823 var han direktør for Hofkapellet og skuespillene og viste sig her meget energisk også som forfatter og oversætter, han indførte således Shakespeare på den kongelige svenske scene, som under ham havde en af sine mest glimrende perioder. I 1826 sattes han ind i styrelsen for fængselsvæsenet og arbejdsanstalterne, ligesom han fra 1827 var generaltolddirektør. 1831—40 var han minister. Som adelsmand havde han fra 1800 haft sæde i Stænderrigsdagen og beklædte der mange tillidsposter, ligesom der i det offentlige liv betroedes ham mange vigtige hverv.